# 島田桃大
島田 桃大（しまだ ももた、1987年10月22日 - ）は、日本の元男子バレーボール選手。

## 来歴
ハワイ州ホノルル出身。安田学園高校を卒業後、2006年夏にイタリアのセリエAのパッラヴォーロ・モデナへバレー留学。
2007年、Vプレミアリーグの堺ブレイザーズのトライアウトを受けて合格し練習生になり、2008年に入団した。2011年退団。
2011年4月、ブラジルスーパーリーガのアチバイアに入団。
2013年1月、クロアチアのHAOKムラドスト・ザグレブに入団。
2013年8月、ブラジルスーパーリーガAのモーダマリンガに入団。
2014年6月よりサントリーサンバーズに入団。
2016年、サントリー退団。ビーチバレーに転向。
2017年、ブラジルビーチバレーチーム 多くのブラジル代表選手を輩出しているチームであるCT カンガッソに入団。
2019年引退。
2021年2月16日から3月2日まで臨時で埼玉上尾メディックス通訳を務め、2021-22シーズンより改めて埼玉上尾に通訳として入団した。
2022年、日本女子代表のアシスタントコーチ兼マネージャーに就任した。
2023年6月28日、フラーゴラッド鹿児島の監督に就任した。
2024年2月29日、シーズン途中でフラーゴラッド鹿児島の監督を退任。
2025年5月、SAGA久光スプリングスのコーチに就任。

## 所属チーム

### 選手
- 安田学園高校
- 堺ブレイザーズ（2008-2011年）
- クリメド・アチバイア・ヴォレイボル（2011年-）
- HAOKムラドスト・ザグレブ（2013年）
- モーダマリンガ・ヴォレイ（2013-2014年）
- サントリーサンバーズ（2014-2016年）
- CTカンガッソ（2017-2019年）

### 指導者・スタッフ
- 埼玉上尾メディックス 通訳（2021-2022年）
- 日本女子代表 コーチ兼マネージャー（2022年）
- フラーゴラッド鹿児島 監督（2023-2024年）
- SAGA久光スプリングス コーチ（2025年-）